# Sclerococcum verrucisporum
Sclerococcum verrucisporum är en lavart som beskrevs av Vagn Alstrup. Sclerococcum verrucisporum ingår i släktet Sclerococcum, divisionen sporsäcksvampar och riket svampar. Arten är reproducerande i Sverige.